# Statenvertaling
Statenvertaling – niderlandzki przekład Pisma Świętego opublikowany w roku 1637 na potrzeby Holenderskiego Kościoła Reformowanego. Przekład ten stał się najważniejszym niderlandzkim tłumaczeniem Biblii przez następne 300 lat.

## Historia przekładu
W XVI wieku powstało kilka pełnych przekładów Biblii na język niderlandzki, których podstawą była łacińska Wulgata bądź niemiecka Biblia Lutra. Jednakże wśród protestantów wyżej ceniono przekłady dokonane z języków oryginalnych – hebrajskiego i greki. Stąd z biegiem czasu coraz głośniej mówiono o takim przekładzie. W 1618 roku podczas synodu Holenderskiego Kościoła Reformowanego w Dordrechcie zlecono przygotowanie przekładu z języków oryginalnych. Za wzór przyjęto angielską Biblię króla Jakuba z roku 1611. O sfinansowanie tego przedsięwzięcia poproszono Stany Generalne (stąd nazwa Statenvertaling – „Tłumaczenie Stanów”).
Stany Generalne wyraziły zgodę w roku 1626, po czym tłumacze przystąpili do pracy. Nowe tłumaczenie było gotowe w roku 1635, a w 1637 przekład Statenvertaling został wydany drukiem. W latach 1637–1657 przekład był często wznawiany. Przez ponad 300 lat przekład ten był używany w Kościołach reformowanych. Niektóre wspólnoty religijne korzystają z niego do dziś. Ostatnia rewizja tłumaczenia ukazała się w roku 2010. Przekład Statenvertaling miał także duży wpływ na język niderlandzki. Użyte słownictwo stało się podstawą przyjętej formy znormalizowanego języka niderlandzkiego, sformułowanej w XVII wieku. Biblia ta wpływała również na kulturowe zjednoczenie Niderlandów.
Przekład ten posłużył za podstawę litewskiej Biblii Chylińskiego wydanej w roku 1660.